# エルピス (小惑星)
エルピス (59 Elpis) は、小惑星帯に位置する比較的大きい小惑星の一つ。主に炭素化合物からなるC型小惑星で暗い。1860年9月12日にフランスの天文学者、ジャン・シャコルナク (Jean Chacornac) によりパリで発見された。ギリシア神話のパンドラの物語に登場する希望の化身の女神エルピスにちなみ命名された。
2005年1月には茨城県と福島県で、2月には茨城県で、同年6月には福岡県と中国の北京で、2017年には和歌山県と三重県で、2018年には関東地方・中部地方で、それぞれ掩蔽が観測された。2018年1月1日の掩蔽では、長径179.1 km×短径145.8kmの楕円形の断面が求まった。